# Flavobacteriaceae
Flavobacteriaceae es la familia bacteriana más grande del filo Bacteroidota. Contiene al menos 90 géneros dispersos en una amplia variedad de hábitats marinos, de agua dulce y del suelo, y algunos también están asociados con animales o plantas. La mayoría son de metabolismo respiratorio aerobio. Las menaquinonas de tipo 6 (MK6) son las principales quinonas respiratorias y ayudan a distinguir a los miembros de la familia Flavobacteriaceae. La mayoría son bacilos (forma de bastón), y algunas son largas y filamentosas. La utilización de macromoléculas como los polisacáridos y las proteínas es característico de muchos miembros de la familia.
Muchos se mueven sobre las superficies por motilidad deslizante como otros Bacteroidetes. No hay flavobacterias fotosintéticas, pero pueden tener proteorodopsina para aprovechar la energía luminosa y complementar sus necesidades energéticas. Flavobacteriaceae incluye importantes patógenos de peces con géneros como Flavobacterium, patógenos de aves y patógenos humanos tales como Capnocytophaga y Elizabethkingia; además de numerosas bacterias de importancia ambiental y biotecnológica.

## Géneros
Actibacter

Aequorivita

Aestuariicola

Aestuariibaculum

Algibacter

Aquibacter

Aquimarina

Arenibacter

Bergeyella

Bizionia

Capnocytophaga

Cellulophaga

Chishuiella

Chryseobacterium

Cloacibacterium

Coenonia

Confluentibacter

Costertonia

Croceibacter

Croceitalea

Croceivirga

Cruoricaptor

Dokdonia

Donghaeana

Elizabethkingia

Empedobacter

Candidatus Endobryopsis

Epilithonimonas

Flagellimonas

Flaviramulus

Flavobacterium

Formosa

Gaetbulibacter

Galbibacter

Gelidibacter

Gillisia

Gilvibacter

Gramella

Hymenobacter

Joostella

Kaistella

Kordia

Krokinobacter

Leeuwenhoekiella

Lutibacter

Lutimonas

Mangrovimonas

Maribacter

Mariniflexile

Marixanthomonas

Mesonia

Moheibacter

Muricauda

Myroides

Nonlabens

Ornithobacterium

Pibocella

Polaribacter

Psychroflexus

Psychroserpens

Riemerella

Robiginitalea

Sabulilitoribacter

Salegentibacter

Salinimicrobium

Sandarakinotalea

Sediminibacter

Sediminicola

Sejongia

Spongiimonas

Stenothermobacter

Subsaxibacter

Subsaximicrobium

Tamlana

Tenacibaculum

Ulvibacter

Vitellibacter

Wautersiella

Weeksella

Winogradskyella

Yeosuana

Zeaxanthinibacter

Zhouia

Zobellia

Zunongwangia